# Zefyri
Zefyri  este un oraș în Grecia în prefectura Attica.